# Municipio de West Cornwall
El municipio de West Cornwall  (en inglés: West Cornwall Township) es un municipio ubicado en el condado de Lebanon en el estado estadounidense de Pensilvania. En el año 2000 tenía una población de 1.909 habitantes y una densidad poblacional de 84.5 personas por km².

## Geografía
El municipio de West Cornwall se encuentra ubicado en las coordenadas 40°16′30″N 76°26′59″O / 40.27500, -76.44972.

## Demografía
Según la Oficina del Censo en 2000 los ingresos medios por hogar en la localidad eran de $43,333 y los ingresos medios por familia eran $47,969. Los hombres tenían unos ingresos medios de $38,050 frente a los $32,083 para las mujeres. La renta per cápita para la localidad era de $24,982. Alrededor del 5,9% de la población estaban por debajo del umbral de pobreza.